# Tess Löwenhardt
 (janvier 2019).
Si vous disposez d'ouvrages ou d'articles de référence ou si vous connaissez des sites web de qualité traitant du thème abordé ici, merci de compléter l'article en donnant les références utiles à sa vérifiabilité et en les liant à la section « Notes et références ».
Tess Löwenhardt, née le  8 mai 1983 à Amsterdam, est une réalisatrice et scénariste néerlandaise.

## Filmographie
- 2009 : Bloesem, film court
- 2010 : De grote Gemene Deler, en anglais : The Big Common Denominator, film court[2]
- 2012-2013 : VRijland (nl), série télévisée
- 2013 : Magazijn, film court
- 2014 : Cupcakes!, film court
- 2015 : Nachtvlinder, film court[3]